# FC Viktoria Colonia
El FC Viktoria Colonia (en alemán: FC Viktoria Köln 1904 e. V.) es un equipo de fútbol de la ciudad de Colonia, en Alemania. Juega en la 3. Liga, la tercera división de fútbol en el país.

## Historia
Fue fundado en el año 1904 en la ciudad de Colonia con el nombre FC Germania Kalk, siendo uno de los equipos más viejos de la ciudad. En 1909 se fusionaron con el FC Kalk y dos años más tarde se unieron al Mülheimer FC para crear al VfL Mülheim-Kalk 04. En 1918 el equipo cambió su nombre por el de VfR Köin 04 y en 1926 entraron por primera vez al torneo nacional.
Luego de la reorganización del fútbol alemán en 1933 debido al Tercer Reich, el torneo fue dividido en 16 torneos regionales llamados Gauliga, y el VfR jugó en la Gauliga Mittelrhein. Dos años después se unieron al Mülheimer SV para crear al equipo del periodo entreguerra KSG VfR 04 Köln/Mülheimer SV 06, el cual ganó 2 Gauligas hasta 1944/45, cuando las autoridades aliadas tomaron Alemania al finalizar la Segunda Guerra Mundial.
Al terminar la Guerra, el VfR jugó en la Oberliga por un año hasta su descenso. En 1949 volvió a fusionarse con el Mülheimer SV para crear al SC Rapid Köln 04, jugando en la Oberliga hasta su descenso en 1952. En 1957 se fusionaron con sus rivales del SC Preußen Dellbrück para crear al SC Viktoria 04 Köln. 
En 1963 el Viktoria fue el equipo de la ciudad elegido para jugar en la Copa de Ferias, la que actualmente se le conoce como Liga Europea de la UEFA y pasó la gran parte de su existencia entre la segunda y la tercera división hasta que en 1994 se fusionaron con el SC Brück para crear al SCB Preußen Köln, siendo el equipo predecesor del Preußen Dellbrück hasta que en el 2002 retornaron a llamarse Viktoria.
El 22 de junio del 2010 cambiaron su nombre por el que tienen actualmente como una reorganización del anterior equipo a causa de que el anterior Viktoria declaró insuficiencia económica y no podía continuar existiendo.

## Palmarés
- Regionalliga West: 2

2016-17, 2018-19
- NRW-Liga: 1

2011-12
- Verbandsliga Mittelrhein: 2

1978, 1998
- Middle Rhine Cup: 10

1986, 1990, 2014, 2015, 2016, 2018, 2021, 2022, 2023, 2025

## Participación en competiciones de la UEFA
| Temporada | Torneo         | Ronda | Club        | Casa | Visita | Global |
| --------- | -------------- | ----- | ----------- | ---- | ------ | ------ |
| 1962/63   | Copa de Ferias | 1     | Ferencváros | 4–3  | 1–4    | 5–7    |